# ザ・シンプソンズ
『ザ・シンプソンズ』（原題: The Simpsons）は、マット・グレイニングによって創作され、グレイシーフィルムと20th テレビジョン・アニメーションが共同製作している、アメリカのテレビアニメシリーズ。
フォックス放送で1989年に放送開始した、アメリカ史上最長のテレビアニメ。現在は60か国以上で20か国語に翻訳されている。エミー賞、ピーボディ賞受賞作品。

## 概要
ザ・シンプソンズは、FOXテレビのためにマット・グレイニングによって創作されたアメリカのコメディアニメ番組である。アメリカの一般的な中流階級の家庭事情をシンプソン一家に要約して表現されており、それはそのライフスタイルを皮肉ったパロディとなっている。シンプソン一家はホーマーそして妻のマージ、息子のバートと娘のリサとマギーの5人で構成されており、架空の町であるスプリングフィールドに住んでいる設定になっている。そして、彼ら一家を通してアメリカの中流階級（労働者階級）の文化および社会状況を風刺的かつ強調して描き出したものになっている。また、映画「ザ・シンプソンズ MOVIE」も公開された。
その原型となるものが、短編アニメとして『シンプソンズ・ショート』という題名でグレイニングとプロデューサーのジェームズ・L・ブルックスらによって作り上げられた。当時、『トレイシー・ウルマン・ショー』という番組を製作していたブルックスから、番組内で放映するために短編アニメを作ってほしいと頼まれたグレイニングは家庭崩壊した一家をテーマとしたアニメを作ることにし、原案を作り上げる際に一家の各登場人物の名前を自分の家族の名前にちなんで名づけていった。ホーマーとマージは両親からそしてリサとマギーは妹達の名前である。だが、自分の名前をキャラクターの名前に入れるのは露骨すぎると考えたグレイニングは「マット」から「バート」に変更して命名した。こうして出来上がった作品は1987年4月19日、『トレイシー・ウルマン・ショー』の番組内にて放送された。その後、この短編アニメは3シーズンにわたり放映され、放送開始当初から好評を博して、30分のアニメ番組へと拡張されて、1992年から1993年にはフォックス・テレビの人気番組ランキングTOP30位内にランク・インした。
1989年12月17日の放送開始以来、シリーズはシーズン30に達し、これまでに放送されたエピソードは600話を超えた。
現在、本作はアメリカで長期間放映されているコメディ・ドラマのひとつであり、そしてアメリカにおいて長期間放映されているアニメ番組でもある。ホーマーの台詞、「D'oh!」は英語の辞書に「いらいらしているときや失望したときに発する言葉」として記載された。また、本作は多くの成人向けコメディアニメに影響を与えた。
1話20分で基本的には1話完結である。子供向けアニメの体裁だが、残酷描写や性描写がストレートなため、本国アメリカでは大人向けのアニメの位置付けである。政治テーマについてはややリベラルなスタンスだが、例えば銃規制を理想として賞揚する一方で規制が成就すると銃を持ったならず者が跋扈するなど、極力各層の視聴者が楽しめるよう努めている。
劇中の人間関係や各方面に及ぶ社会ネタに対するシニカルな描写が常時繰り返される一方、能天気なオプティミズムと主人公一家の家族愛を根底に据えており、乾いたユーモアをあまりストレスなく楽しませる趣向になっている。
2009年秋、第21シーズンに突入し、テレビ西部劇『ガンスモーク』（1955年〜1975年）が保持するアメリカのゴールデンタイム最長放送期間の記録を更新した。
当作品を制作している20世紀フォックステレビジョンを2019年3月に買収したウォルト・ディズニー・カンパニーは同年11月12日にアメリカなどで開始した動画配信サービス「Disney+」（日本では2020年6月11日に開始）にて当作品が視聴できることを同年4月に発表した。これを記念して、シンプソン一家がディズニーグループ主要作品のキャラクターに扮して同サービスをPRする動画が同年10月に公開された。サービス開始直後の視聴者数ではマーベル・シネマティック・ユニバースやスター・ウォーズシリーズなどの各作品を抑えて一番見られている番組になったと報じられた。なお、同年4月の時点では30シーズン全てを配信することを発表していたが、実際には一部のエピソードが欠番となっている。

## プロダクション

### 本作の誕生
本作はグレイニングによってジェームズ・L・ブルックスの事務所の休憩室にてそのアイデアが創造された。ブルックスから新しいショートアニメの製作を依頼された彼は、自作のコミック・ストリップ である『ライフ・イン・ヘル』のキャラクターを使用して新しいアニメの制作を行おうとしたが、著作権における問題を憂慮した彼は新しいキャラクターを作ることにし、キャラクターの名前は自分と彼の家族の名前をとって、家庭崩壊した家族を作り上げた。
出来上がった作品は1987年4月19日、『トレイシー・ウルマン・ショー』のコーナーアニメとして初めて公開された。アニメの制作段階において、グレイニングは簡単なスケッチを描いてそれをアニメーター達に渡していた。彼は、アニメーター達がその簡単なスケッチを見栄えのする絵に修正してアニメ化してくれるだろうと考えていたが、アニメーター達はその絵をそのままトレースする形で制作してしまい、それがそのまま放映されることになった。このショートアニメ時代の極初期のバージョンの絵が粗雑な出来なのはそのことに由来している。
1989年、フォックス・テレビにて30分のアニメ番組となることが決定し、クラスキー・クスポの関係者で構成されるアニメ制作チームは、それに合わせて30分のアニメに仕立て上げた。また、放送開始の際に、ジェームズ・L・ブルックスは本作の内容についてフォックス・テレビからの干渉を防ぐために、フォックス・テレビが番組内容に干渉しないとの取り決めを結んだ。グレイニングは、本作を作ることによって、これまでに放送されていた彼の言うところの「主流を占めているゴミ」にとって代わるものを聴衆に与えることが最終的な目標であると述べている。
こうして1989年12月17日、クリスマス・スペシャル「シンプソン家のクリスマス」がシリーズ第1回作品として初公開された。制作コード上は「子守のおばちゃま」が最初のエピソードとして割り振られているが、アニメ制作における問題から放送が延期され、1990年5月にシーズン1の最後のエピソードとして放送された。
1992年、『トレイシー・ウルマン・ショー』の司会をしていたトレイシー・ウルマンが、彼女の番組が本作のヒットの源だったと主張して、フォックス・テレビに対し訴訟を起こした。法廷において、彼女は本作が得た利益の分配を要求したが、その要求は却下された。

### 製作総指揮
シリーズ毎のショー・ランナー達
- シーズン 1 - 2: マット・グレイニング・ジェームズ・L・ブルックス・サム・サイモン
- シーズン 3 - 4: アル・ジーン・マイク・レイス
- シーズン 5 - 6: デビット・マーキン
- シーズン 7 - 8: ビル・オークニー・ジョシュ・ワインスタイン
- シーズン 9 - 12: マイク・スカリー
- シーズン 13 - : アル・ジーン
- シーズン 17 - 現在

マット・グレイニングとジェームズ・L・ブルックスは全シーズンを通じて製作総指揮をしており、コンサルタントとして番組で様々なものを生み出している。初期の1から4シーズンで監督として番組に関わったサム・サイモンは1993年以降は関わっていないが、現在も番組の製作総指揮の1人としてクレジットされている。また番組の全シーズンの制作管理およびそれらの脚本を担当する筆頭脚本家がおり、彼らショウランナーが番組制作で重要な役割を担っている。

### 脚本
脚本は16人の脚本家チームによってその制作がなされており、毎年12月の始めになると、彼らによってエピソードの構想が練られている。まず筆頭脚本家が草案を出し、それを各セッションごとにジョークを加えるかまたは削除し、必要な場面などの挿入を行い、そして修正するごとにそれを声優たちに再読してもらい最終的な脚本を作り上げる。この各セッションのリーダーはジョージ・メイヤーが務めており、シーズン1からこの役割を担当している。脚本家のひとりのジョン・ヴィッティによると、メイヤーの案がエンドクレジットで他の脚本家名が出ることになった場合であっても、彼の出した案が最良であることが多いと述べている。各エピソードの制作期間は6か月を擁し、その関係上最新の時事的なことについては触れないことになっている。だが、オリンピックやスーパーボウルなどの定期的に行われる事柄についてはエピソード内でそれに触れることがある。
本作の脚本家の中で最多の脚本を手がけてきたのはジョン・シュワルツウェルダーであり、60のエピソードを担当している。また、コナン・オブライエンは脚本家として参加した著名人の一人であり、彼はトークショー『レイト・ナイト・ウィズ・コナン・オブライエン』の司会をデイヴィッド・レターマンから引き継ぐ前に1990年代初めのいくつかのエピソードに関わっていた。また、イギリスのコメディアンのリッキー・ジャーヴェイスはシーズン17のエピソード「ホーマーの新妻」において脚本とゲスト出演の両方を行った最初の有名人となった。コメディ映画の「スーパーバッド 童貞ウォーズ」の脚本で知られるセス・ローゲンとエヴァン・ゴールドバーグは、「太っちょホーマー」の脚本を担当し、ローゲンは映画内で声だけであるが出演している。
2007年の末、脚本家達は東部アメリカ脚本家組合と共にストライキを行った。脚本家達は1998年以来、この組合に参加していた。このストライキよりシーズン19の23エピソードのうちの1つに何らかの形で影響している。

### 声優
1つの例外を除き、エンドクレジットにはエピソードに登場したキャラクターの声優だけではなく、声だけの出演だった声優名も記載されて出てくる。まだ初期シーズンでは、フォックスと番組制作班は声優らの身元を隠すために写真の公開を避けて録音を行っていた。だが、フォックスはプロデューサーの「声優達もこの番組の制作に関与した栄誉を受け取るべき」との発言を受けて、シーズン2「黄昏」において出演声優の名前が明らかにされた。2003年、出演声優達はトーク番組『アクターズ・スタジオ・インタビュー』に登場し、担当しているキャラクターの声を実演した。
本作には6人のメイン声優がいる。ホーマー・シンプソン、エイブラハム・シンプソン、ピエロのクラスティおよび他の大人の男性キャラクターの声はダン・カステラネタが担当している。ジュリー・カブナーはマージ・シンプソンと姉のパティとセルマそして何人かの脇役の声を担当している。ナンシー・カートライトはバート・シンプソンとラルフ・ウィーガムのほか、他の子供達の声を担当している。イヤードリー・スミスはたまに挿話的なキャラクターの声を演ずる以外はリサ・シンプソンのみを担当している。当初カートライトはリサを演じる予定で、スミスはバートの声を演じる予定であった。だが、スミスの声は少年にしては高すぎたこと、リサ役のオーディションに参加したカートライトはリサが「真ん中の子」以上のキャラクター性がなく自分にはふさわしくないと感じていたため、最終的に二人の演じる役柄が入れ替えられた。また、シンプソンズ一家のキャラクター達の声の担当はしていないが街にいる多くの男性の声を担当している2人の男性声優がいる。ハンク・アザリアはモー・シズラック、ウィーガム署長、アープーなどの声を担当しており、ハリー・シェアラーはバーンズ社長、スミサーズ、スキナー校長、ネッド・フランダース、ラブジョイ牧師、ドクターヒバートの声を担当している。なお、ハリー・シェアラーを除く他のメイン声優らはその秀でた声による演技力により、プライムタイム・エミー賞の「ボイスオーバー・パフォーマンス賞」を獲得している。
1998年まで6人のメイン声優には、1エピソードあたり3万ドルの報酬が支払われていた。だが、同年、彼らはフォックスとの賃金について係争となった。そしてフォックスは新しい声優を用意し、声優の入れ替えを行うと彼らに対し脅してきた。この問題についてマット・グレイニングは声優達を支持した。そうしてこの問題は早期に解決となり、声優達に1998年から2004年まで1エピソードにつき125,000ドルの報酬が支払われることとなった。番組の収益は上昇し続け、そして2004年4月、メイン声優らは支払われる報酬を1エピソードあたり36万ドルにするよう要求し、その要求が達成されるまで台本を読むことを停止した。このストライキは1か月後に終結し、そして声優達の要求を反映して増額され1エピソードあたり25万ドルから36万ドルまでの間の金額で支払われることとなった。2008年になると、声優達の新たな契約交渉が始まり、声優達は「健全なる昇給」として1エピソードあたり50万ドルまでの報酬を望み、シーズン20の制作が延期されることとなった。そして、この要求も解決し1エピソードあたり40万ドルまで引き上げられた。
メイン声優に加えて、パメラ・ヘイデン、トレス・マクニール、マーシャ・ウォレス、マギー・ロズウェル、そしてルシー・テイラーらはサブキャラクターの声を当てている。マギー・ロズウェルが本作から離れていた1999年から2002年まで、彼女が担当していたモード・フランダース、ヘレン・ラブジョイ、フーバー先生、ミルハウスの母ルアンの声はマーシャ・ミッズマン・ゲイブンが担当していた。また、カール・ウィーダーゴットは、端役キャラクターの声を担当しているが、不定期に出てくるキャラクター達の声は担当したことは無い。シンプソンにおいて何度か繰り返し登場した特別ゲスト出演者としてはケルシー・グラマー、ジョー・マンテーニャ、ジョン・ロヴィッツ、A・ブルックス、フィル・ハートマンなどが挙げられる。
2020年6月、制作者は本作に登場する非白人（有色人種）キャラクターについて、今後は白人俳優が該当キャラクターの声優を担当しないことを明らかにした。
エピソードの中で多くの実在する有名人がゲスト出演しており、これまで俳優、スポーツマン、作家、バンド、歌手、音楽家、科学者など、様々な分野の有名人を果たし、その数の多さは「最もゲスト出演者の多いテレビシリーズ」としてギネスブックにも登録されている。初期シーズンの頃は、ゲスト出演した大部分の人々は本作のキャラクターのうちの誰かの声をあてる形で出演していたが、後のシリーズでは作品内で本人役として登場した。本人として描かれた最初のゲスト出演者はシーズン2のエピソード「ダンシング・ホーマー」において登場したトニー・ベネットである。
日本語、ドイツ語、スペイン語、ポルトガル語などの言語で吹き替え放送されている。中にはフランス語とケベック・フランス語のような似たような言語でも吹き替えが行われている。また、アラビア語に翻訳されたものが放送されたが、イスラム教の習慣に配慮して、番組の多くのシーンが入れ替えられた。変更されたシーンの一例としてホーマーがビールを飲む代わりにソーダを飲み、また豚肉の入っているホットドッグの代わりにエジプト風ビーフ・ソーセージを食べるなどがある。そういった変更のためアラビア圏のファンから否定的な反応が上がった。

### アニメーション
本作は、アメリカを含む複数の国の制作スタジオで製作されている。トレイシー・ウルマン・ショー時代はアメリカ国内にあるクラスキー・クスポで制作されていた。そして、本格的にシリーズが始まるとその仕事量増加に対処するためにフォックスは韓国にあるいくつかの国際的なスタジオにアニメ生産の下請け契約を交わした。アメリカのアニメスタジオ「フィルム・ローマン」のアニメーター達は絵コンテの作画、新キャラクターのデザイン、背景画、プロップ、そして背景のレイアウトと作画などを行う。それらの作業は海外での作業に引き継がれる前にグレイシー・フィルム（Gracie Films）の脚本家達の作り上げたストーリーに沿って順番に作られていく。そして海外のスタジオへ送られた作品はそこでインクとペイントによる中間的な描画がなされ、アニメーションとなり、3、4か月後にはアメリカのフォックスの元へと送られていく。
最初の3シーズンは、クラスキー・クスポによってアメリカ国内で製作されていた。1992年、フィルム・ローマンへ国内生産を移した。それ以来、2008年現在、番組はフィルム・ローマンによってアニメ化されている。
番組がシーズン14に入ると、従来のセル画アニメーションからデジタルインクとペイントを使用するものに切り替えられた。デジタル着色は1995年に放送されたシーズン7のエピソード「ミルハウス映画に出演!」にて初めて試みられた。また、シーズン12のエピソード「テニス・ウォーズ ホーマーの逆襲」の制作時にもデジタルインクとペイントが使用されたが、グレイシー・フィルムはそれらの定期的な使用は2シーズン後になるまで控えた。

## キャラクター
シンプソン一家はアメリカにある架空の街スプリングフィールドに住む典型的な中流階級の一家である。一家の父であるホーマーはスプリングフィールド原子力発電所の安全検査官をしている。愚鈍で少しおかしいところもあるが、冗談好きな性格をしており、口癖は「ドォッ！」である。彼の妻マージは、アメリカにおけるステレオタイプな主婦像を具現化したかのように描かれている。彼ら夫婦には3人の子供がおり、トラブルメーカーである10歳児のバート、8歳にしては早熟なリサ、そして、おしゃぶりを咥えた幼児であるマギーの3人である。末子のマギーは基本的にしゃべらないが、たまに交信することもある。また、犬のサンタズ・リトルヘルパーと猫のスノーボール2世は一家のペットであり、彼らが主役となったエピソードもいくつかあった。番組は1989年の放送開始以来延々と続き、アニメ内では毎回様々な行事が行われているが、登場人物の設定年齢は変化していない。登場人物の名前の多くは原作者マット・グレイニングの家族や親戚から付けられており、ホーマーとマージは彼の両親、リサとマギーは彼の妹の名前である。グレイニングに息子が生まれたときもホーマーと名づけた。
番組には様々なキャラクターが登場する。ホーマーの仕事仲間、家族の親類とその友人、バートの学校の教師達や町の有名人にその他の市民などがいる。登場人物の大半はたった1回の番組制作のために冗談で大勢作られてしまった。そして番組がヒットした結果、登場人物達にも色々な役割が与えられ、彼ら自身のエピソードも色々作られていった。原作者のマット・グレイニングによると、番組制作のおりに見ていたSCTV（En）のお笑い番組からこの番組を作り上げるためのヒントを得たという。

## 設定
本作の舞台はアメリカにある架空の街スプリングフィールドである。どこの地方のどの州にあるのかは決まっていないにもかかわらず、熱心なファン達がその場所がどこなのか探すため、街の周りの地形、街の特徴、街の側にある目立つものを手がかりにして街の場所を特定しようと試みたが、番組制作陣はスプリングフィールドの位置に関してさらに特定出来ないように回避した。スプリングフィールドという名前はアメリカにおいては結構ありふれた街の名前であり、アメリカの半分以上の州にこの名前の街がある。本作におけるスプリングフィールドの地理や環境は変動的であり、必要とあれば海岸線に砂漠そして広大な農地に高い山など様々な地形が登場し、話の都合でかわることも多い。マット・グレイニングによると、スプリングフィールドは彼の育った街、ポートランドにそのルーツがあり、2つの街には共通している点がたくさんあると述べている。

## テーマ
テーマはお笑いであるが、どの線で笑いをとるかは常に変化している。どんなテーマになろうが、話題の中心には常にシンプソンズがあるようにはしてある。だが、アニメであるというその性質から本作のお笑いの範囲は通常のお笑いよりも大きい。それがゆえ、スプリングフィールドは単なる街としての存在よりも現代社会が直面する数々の問題を探求することの出来る広大なる宇宙として機能を果たしている。例えば、ホーマーが働く原子力発電所を通して視聴者に環境問題に関しての批評を問うている。また、バートとリサの通うスプリングフィールド小学校を通して、教育における問題を投げかけている。巨大なるメディア産業による過激な子供向け番組と彼らの報道姿勢を挙げて、そのあり方を問うてもいる。これは製作者達の自虐的ユーモアを発揮する場として利用されてもいる。
また、評論家たちは番組がやや政治的な路線を打ち出しており、またその路線は左翼的であり、この番組を観た視聴者達がその左翼的偏見に流されていってしまわないかと危惧している。アルによると、自分達の作っているこの番組は政治的にはリベラル的な立場で作られていると述べている。
番組の脚本家達は、しばしば進歩的な理想を批評しそれに対する考えを明らかにしている。だが、番組は全ての政治的な事柄を辛目のジョークに変えていく。例えば、政府と巨大企業は一般の労働者達を冷淡に扱う存在として描写されている。このように脚本家達は否定的な目線で全ての権威的な者達を番組で吊るし上げている。シンプソンズにおける政治家とは腐敗し堕落したものであり、ラブジョイ牧師のような聖職者達は教会に通う人々に無関心であり、そして地方警察は役立たずな存在である。番組内では宗教に関することもよく登場している。これまでに主な宗教のほとんどが番組で取り上げられており、そして危機が発生したときにはシンプソン一家がたびたび神に助けを求めているシーンが出てくる。

## 番組の特徴

### オープニング
番組の特徴として、番組開始時に流れるオープニングアニメーション（The Simpsons opening sequence）が挙げられる。それは第一回放送「シンプソン家のクリスマス」とハロウィーン・スペシャルを除き、定番となっており、シーズンを経るに連れて若干の変更が行われている。オープニングはまず、本作のタイトルバックからはじまり、そしてスプリングフィールド小学校でバートが教室の黒板に「黒板ギャグ」（Chalkboard gag）と呼ばれている板書をしているところが映し出される。そしてバートが学校から、ホーマーは原子力発電所から、マージとマギーはスーパーから、リサは学校の音楽室から一斉に自宅へと戻り、みんなでカウチソファーに座ってテレビを観るという流れになっている。このオープニングは様々な箇所に小細工が施されており、特にバートが黒板に書くメッセージと家族そろってテレビを観るシーンは毎回違うものになっている。また、リサが小学校の音楽室から先生に追い出され、部屋を出て行くシーンでのリサがサックス（500回放送時はアメリカ式バリトン、以降稀に演奏する楽器が変化）で演奏する曲は毎回違っている。ただし、一部は使いまわししている。なお、初回放送時（シーズン1）とそれ以降のシーズンでのオープニングでは、若干の変更がなされている。変更されているところは、冒頭のタイトルバックをはじめ、最初にホーマーが原子力発電所にいるシーンで彼の背後にいる人物がシーズン1ではサンドイッチをほおばる作業員だったが、シーズン2以降はバーンズ社長とスミサーズに変更されており、バートがスケートボードに乗ってバス停の標識を盗むシーンはカットされ、一家が帰宅するシーンでは背景画にスプリングフィールドの住人達が多数描かれているシーンが付け加えられている。この一枚絵のシーンは映し出される時間がかなり短い。また、リサが自転車で帰宅するシーンも一部カットされている。
このオープニングは番組がシリーズとして開始されたときに、デヴィッド・シルヴァーマンによって作り出された。オープニング曲は、レトロな雰囲気の曲が欲しいというグレイニングの要望により、1989年にミュージシャンのダニー・エルフマンが作曲した。2日がかりで作り上げられたこの曲は、エルフマンにとってもその経歴の中でも最も有名なものとなっている。
一部の回では映像作家や映画監督がオープニングアニメーションを演出する場合もあり、例えば2013年に放送された『ハロウィーン・スペシャルXXIV』という回では、映画監督のギレルモ・デル・トロがオープニングアニメーションを演出。シーズン22第3話「マネーバート」ではバンクシーが演出を担当した。

### ハロウィーン・スペシャル
ハロウィーン・スペシャル（英語版ではTreehouse of Horror）は本作において年1回放送されるスペシャルエピソードである。このスペシャルは1990年のシーズン2にて初めて放送され、また、通常のエピソードと違いハロウィンの時期に合わせたテーマで3本の独立したストーリーが構成されている。各話はシンプソン一家がホラー、SFあるいは超自然現象な出来事に巻き込まれたりする話となっており、また、ホラー、SFなどにおいて有名な作品のオマージュやパロディが多く含まれている。なお、このハロウィーン・スペシャルは通常のエピソードとは違い、本編とは物語上のつながりが無いほか、クレジットされるスタッフの名前が珍妙なものになっている。
アメリカなどにおいて、このハロウィーン・スペシャルはハロウィンの時期に放送されることになっているが、最近では、フォックスがメジャーリーグのワールドシリーズの放送契約を結んでいるため、ハロウィン以後に初放送されている。

### ユーモア
本作におけるユーモアは、全ての世代の視聴者達に楽しめるように、そのユーモアの範囲も幅広く様々な社会事象が番組において引用されている。引用例を挙げると、映画、テレビ、音楽、文学、科学、歴史などの中からその元となるものを引き出している。また、可能な場合はいつも、番組のアニメーターらは背景として登場する看板や新聞などの小物などに場違いな、あるいはユーモラスな文字や身振りによるギャグやジョークをその中にさりげなく仕込んでいる。だが、こういった仕掛けにかならずしも視聴者が気付くわけでもない。こういった仕込みは各所にさりげなくかつシーンが切り替わるときのような一瞬の間に仕込まれているので、視聴者が番組を録画してそれを一旦停止してからやっと気が付くようなものになっている。そういったもののほとんどは英語で書かれており、そのギャグの字幕表示がなされていない場合もあるので注意が必要である。クリスティ・トンプソンはシンプソンにて使用されているユーモアについて「文化的な引用の動揺、故意に矛盾した特徴の描写、テレビ放送協定についての自己反省、テレビ番組の番組としての現状について」などが含まれていると語っている。
番組では決め台詞が使用されており、主役および準主役のほとんどは少なくとも決め台詞をひとつ持っている。代表的な例として、ホーマーのいらいらしたときに発する「D'oh!」、バーンズ社長の「エクセレント……」、ネルソン・マンツの「ハッハァー!」などがある。バート・シンプソンのキャッチフレーズとしては、「アイカランバ!（!Ay, caramba!）」、「パンツでも被ってろ!（Eat my shorts!）」、「Don't have a cow, man!」などがあり、番組の初期にこれらの言葉はTシャツに文字として書かれた。しかし、これらの言葉が販売促進などにより一般的になってからは、「アイカランバ!」以外の2つの決め台詞は使われなくなり、これらの決め台詞のほとんどは最近のシーズンでは使用されていない。また、こういった決め台詞によるユーモアはシーズン5のエピソード「バートは大スター!!」において、バートがクラスティの番組に出演して、そしてひょんなことから発した台詞「俺はやってないよ!」という言葉が大衆に大受けし、その言葉を言うためだけにテレビ出演する様を描写して、こういった決め台詞だけで成り立つユーモアを嘲っている。

## 文化への影響

### 言語への影響
本作の造語が一般的な言語として取り入れられている。リングイスティック・データ・コーソシアム（En）の理事マーク・リーベルマン（En）は「シンプソンズはどうやら私達の文化の熟語、キャッチフレーズ、およびその他諸々の原文引用の最大級の源として、その役割をシェークスピアと聖書から引き継いだ」と述べた。最も有名なキャッチフレーズは先述の通りホーマーの「D'oh!」、この言葉は現在、かなり知られており、この言葉は現在オックスフォード英語辞典に記載されている。ただし、アポストロフィは省かれている。ダン・カステラネタによるとこの言葉は、アメリカのお笑いコンビ「ローレル&ハーディ」のコメディの初期の俳優だったジェームズ・フィンレイソン（En）がより長くうなるトーンで発音していたフレーズを借りたと語っている。シンプソンズの監督は、カステラネタにこのフレーズの長さを短くするように言い、そして、この言葉は同番組で有名な感嘆句になった。このフレーズは国外のメディアなどでも使用され、2008年のイギリスのテレビシリーズ「ドクター・フー」のエピソードなどこの言葉がホーマーの話題に触れた折にネタとして使われた。
また、バーンズの不吉な雰囲気で発する言葉「エクセレント」、ホーマーが勝ったりしたときに発する「ウォッホーッ!」、ネルソン・マンツが誰かを馬鹿にするときに発する「ハァッハー!」、そして、ウィリーがフランス人について書いた言葉「Cheese-eating surrender monkeys」（チーズを食べながら降伏する猿たち）、この言葉は2003年のイラク進攻の提案に対し反対を示したフランスについて保守系のナショナル・レビュー（En）のコラムニストのヨナ・ゴールドバーク（En）がこれを引用している。その後、この言葉は他のジャーナリスト達の間にも広がっていった。また、シーズン7の「伝説の英雄に異議アリ!」において出てきた言葉「Cromulent」は英語辞書の「Webster’s New Millennium Dictionary」に記載されている。さらにシーズン1の「バートは天才?」においてバートが捏造したスクラブル単語「Kwyjibo」はコンピュータ・ワームの「メリッサ」の作者の別名の1つとして使用された。また、シーズン5の「ホーマー宇宙へ行く」において、ケント・ブロックマンが発した「私は、私たちの新しい昆虫大君主を歓迎いたします」という台詞が、多くのイベントにおいて、それを評する言葉として、大衆文化に取り入れられた。この言葉は、ユーモアとして使われ、その発言は様々な変形を加えられて、偽りの服従を表すために用いられている。この言葉はニューサイエンティストなどのメディアでも使われている。問いかけに対して無関心さを示す返答で使われる「Meh」は、番組内で多用されたことで一般的になり、オックスフォード英語辞典にも収録された。

### テレビへの影響
シンプソンズは、1970年代のアニメ番組『Wait till Your Father Gets Home』（En）以降のプライムタイムに放送されたアニメ番組で最初に成功した番組である。1980年代のほとんどの間、専門家らはアニメ番組は子供向けのみであるべきと見なしており、また、プライムタイムに放送するに相応しいアニメ番組を制作することは採算的にもあまりにも困難なことであった。だが、本作の登場により、それまでの常識は覆った。韓国にあるアニメスタジオによる着色、撮影などの委託により1エピソードあたりの制作費を安くした。本作の成功と安い生産コストは、各テレビ局にもアニメシリーズを生み出させるように促すきっかけとなった。こうして1990年代にはプライムタイム向けのアニメ番組が次々と制作されていき、『サウスパーク』や『ファミリー・ガイ』が誕生し、本作のスタッフも『キング・オブ・ザ・ヒル』、『フューチュラマ』、『The Critic』などを誕生させた。
このうち『サウスパーク』や『キング・オブ・ザ・ヒル』は本作に何度かカメオ出演が何度かある。『サウス』のスタン・カイル・カートマンが本作のシーズン14第21話「チビッ子大戦争」（原題：The Bart of War）に劇中劇としてカメオ出演し、シーズン21第8話でも同作のパロディが行われた。一方『サウス』でもシーズン6第7話で「チン没 カートマン帝国」（原題：Simpsons Already Did It）にて本作を取り上げ敬意を表し、シーズン10第3話・第4話「カートゥーン戦争」（原題：Cartoon Wars Part I・Cartoon Wars Part II）では本作のバートがカメオ出演した。
また、2000年1月9日に本作の放送枠の後に放送された『マルコム in the Middle』のような実写番組にもその影響を及ぼした。『マルコム in the Middle』は身振りによるギャグを特徴としており、大抵のコメディードラマにあるような録音された笑い声を使用しなかった。リッキー・ジャーヴェイスは、イギリスの彼のコメディ番組「The Office」にシンプソンズは多大な影響を与えたと述べた。この番組では録音した笑い声のテープが使用されていなかった。

## エピソード

### 日本では諸事情で視聴できない回
何らかの理由で日本での放送を見送られた、あるいはFOXチャンネルでの放送を飛ばされたエピソードが複数存在する。
WOWOW放送時に欠番となった作品
- Another Simpsons Clip Show (Season 6)「恋の思い出は辛すぎて」
- A Star is Burns (Season 6)「スプリングフィールド映画祭」
- Round Springfield (Season 6)「伝説のジャズマンよ 永遠に」
- Thirty Minutes Over Tokyo (Season 10)
- Little Big Mom (Season 11)

※Season 6の3作品は日本未放送の番組とのコラボレーション回や総集編の為DVD発売時に吹替が制作されたが、Thirty Minutes Over Tokyoは菊タブーに触れるためか、Little Big Momはハンセン病をネタにしている回のためか、国内での公開は見送られている。
FOXチャンネル放送時に欠番となったが、DVDには収録されている作品
- Stark Raving Dad (Season 3)「マイケルがやって来た!」
- When Flanders Failed (Season 3)「ホーマーの願い事」

## 受賞歴
- エミー賞：23回受賞
- アニー賞：21回受賞
- ギネス世界記録：4回樹立
  - 最も長く続いているアニメ番組：15年間
  - 有名人が最も多く登場するテレビアニメシリーズ：400人以上
- ブリティッシュ・コメディ・アワード：2回受賞
- ジェネシス賞：3回受賞
- インターナショナル・モニター・アワード：9回受賞
- Environmental Media賞：6回受賞
- ピープルズ・チョイス・アワード：2回受賞
- 2002年ゴールデン・グローブ賞ノミネート
- ニコロデオン キッズ・チョイス・アワード：2回受賞
- ピーボディ賞受賞
- E Pluribus Unum賞受賞
- ハリウッド・ウォーク・オブ・フェームの星を授けられる
- タイム・マガジン（1999年12月31日号）において、20世紀における最良のテレビ・シリーズに選ばれている[105]。
- 2000年1月14日、カリフォルニア州ハリウッドにあるハリウッド・ウォーク・オブ・フェームにて、その栄誉を称え記念プレートが埋め込まれた。

## 日本での展開

### テレビ放送
日本ではWOWOWにおいて1992年9月19日から2002年9月16日までに年間約20話のペースでシーズン12までが放送された。なお次回予告は、FOXでは次回のハイライトをそのまま流しているが、日本の主音声では独自のBGMにリサの独白のようなナレーションが入る形になっている（副音声ではFOXのものを流している）。
このシーズン1からシーズン12までのエピソードはFOXチャンネルでも1998年から何度か放送されており、2004年1月19日から2006年冬まではシーズン13以降が放送された。
2008年10月からは系列局のFOXムービーに放送局が移り、2008年2月5日からシーズン15を放送開始。なお、シーズン14までは「吹き替え版」を放送していたが、シーズン15からは「字幕版」での放送となっている。2009年2月からはFOXムービー（旧：FOXムービー★SF&ホラー）で「大人気TVシリーズの全シーズンが見れる!!」のCMの中でバートが登場。2010年3月からFOXムービーでシーズン17を字幕版で放送開始。2010年8月からは、再びFOXチャンネルに戻って放送。2017年6月のシーズン28から、チャンネルがFOXスポーツ&エンターテイメントに移る（現在は「字幕版」のみで「吹き替え版」は長らく放送再開されなかった）。
2020年3月からは、FOXチャンネルに移り、2024年2月29日よりDlife（第二次。無料BS放送であった旧第一次とは異なり、有料CS専門チャンネル）での放送に変わっている。
その他、一部の地上波テレビ局でも過去に放送されていた（後述）。

#### 放送局
出典→
- 東日本放送：土曜 7:00 - 7:30
- テレビ信州：月曜 17:00 - 17:30
- KBS京都テレビ：金曜 22:00 - 22:30
- サンテレビジョン：月曜 18:00 - 18:30
- 長崎国際テレビ：火曜 17:00 - 17:30（1995年9月19日から放送）
- テレビ神奈川：火曜 17:00 - 17:30[111]
- テレビ埼玉：火曜 - 金曜 18:30 - 19:00[112]
- テレビ愛媛：月曜 18:00 - 18:30[113]

### インターネット配信
2020年5月28日、ウォルト・ディズニー・ジャパンは既にアメリカなどで展開している動画配信サービス「Disney+」を日本でも同年6月11日から開始することを発表。同時に本アニメも同サービスにて配信することも明らかにした。本アニメを日本国内の定額制動画配信サービス（SVOD）にて配信するのはこれが初となる。アメリカとは異なり、サービス開始当初はシーズン1から4までとザ・シンプソンズMOVIE、2020年10月9日から2021年1月15日まで毎月2シーズンずつ、見放題作品に追加する形で配信していた。また、2021年4月9日にはマギー主演の短編アニメである『マギーの託児所大作戦』と『マギー・シンプソンの初恋大奮闘』を配信。『マギー・シンプソンの初恋大奮闘』はこれまで日本では公開されていなかったため、初登場となった。
その後もDisney+は既にアメリカなどでは配信されていたマーベル・スタジオとのコラボレーション短編作品『ザ・シンプソンズ ロキとバートたちの大乱闘』並びにスター・ウォーズとのコラボレーション短編作品『マギー・シンプソンの「フォースの覚醒」』を日本語吹き替え版付きで2021年7月16日に、同年11月12日にはウォルト・ディズニー・カンパニーとのコラボレーション短編作品『シンプソンズのプラス・アニバーサリー』、2022年4月22日にはビリー・アイリッシュとのコラボレーション短編作品『ビリーとリサのはじめての出会い』、同年9月8日に短編作品『リサ・シンプソンのクラブへようこそ』、同年12月15日にアンドレア・ボチェッリとのコラボレーション短編作品『ザ・シンプソンズとボチェッリズのフェリス・ナヴィダ』、2023年5月4日にスター・ウォーズとのコラボレーション短編作品『マギー・シンプソンの「ローグ・ワン」』をそれぞれ配信している。
なお、『ロキとバートたちの大乱闘』の配信発表の際に今までホーマー役を務めてきた大平透が吹き替え版制作休止期間中である2016年に死去していることなどを受けて、吹き替え担当声優を一新することを公式Twitterにて明らかにした。これにより、本シリーズの吹き替え版制作が再開されることになり、これまで字幕版しか存在しなかったシーズン15以降についても新キャストにて制作・配信することになった。
2021年12月26日、Disney+は同月29日にシーズン15から20までを一斉配信、それ以降も毎週水曜日に1シーズンずつ、順次配信することを発表し、2022年11月9日までにシーズン33まで配信された。なお、配信開始当初は字幕版のみで日本語吹き替え版は後日追加するとしており、2022年6月17日から15シーズンの一部のエピソードが配信されているが、それ以降のエピソードは現在も未定のままである。

### キャラクター活用
2000年から2002年にサントリーのC.C.レモンのキャンペーンキャラクターとして採用された。
2007年11月21日には映画「ザ・シンプソンズMOVIE」のコラボ商品でミスタードーナツの「ふわふわモンブラン」のコラボCM「ふわふわモンブラン・小さな幸せ編」にシンプソンズファミリーが登場（台詞はホーマー（大平透）とバート（堀絢子）だけ）。2007年12月12日にはミスタードーナツからコラボ企画第2弾として「ザ・シンプソンズドーナツ」が発売され（味はミックスベリーフレーバーとバナナフレーバーの2種類）、コラボCM第2弾「お口の中は篇」では相武紗季の友人役の沢井美優の口の中にホーマーが登場した（声はホーマー役ダン・カステラネタで、これは原語版流用）。

### 日本語吹替版スタッフ
翻訳：徐賀世子（シーズン1 - 14）→亀井玲子（シーズン15）
演出：春日正伸（シーズン1）→春日一伸（シーズン2 - 5）→向山宏志（シーズン6 - 15）
アドバイザー：井上真紀（初期シーズンのみ）
調整：栗林秀年→飯塚秀保→飯野絢平
効果：関根正治（初期シーズンのみ）
制作：ムービーテレビジョン→グロービジョン

## 劇場版
さらに短編アニメ放送開始より20周年を迎えたことを記念して長編アニメ映画『ザ・シンプソンズ MOVIE』（The Simpsons Movie）が2007年7月27日から27日にかけて全世界で劇場公開され、約5億2620万USドルの興行収益を稼いだ。
日本では2007年12月15日から公開されたが、吹き替え版の声優はテレビ版と異なっている。なお、DVDでは劇場版とTVシリーズの声優陣による吹き替え音声が収録されている。
また、2012年7月13日から映画『アイス・エイジ4/パイレーツ大冒険』（Ice Age: Continental Drift）の同時上映として短編映画『マギーの託児所大作戦』（The Longest Daycare）が全世界で劇場公開された。
日本では2013年2月17日にFOXチャンネルで放送された。

## 反響
放送開始後、視聴率ランキングTOP30にランキング入りし、シリーズとしてフォックス・テレビで初のランキング入り作品となった。また、シンプソンズのヒットにより、長年放送されていた裏番組『コスビー・ショー』（NBC）を打ち切りに追い込んだほどである。

### 論争
本作は放送開始直後から様々な論議を引き起こしており、当時度々悪戯や迷惑行為を行うバートに対し、一部の保守的な人々や子供を持つ親達に行儀の悪い子供の手本であると挙げられた。また、当時アメリカ大統領だったジョージ・H・W・ブッシュは、「我がアメリカ合衆国の家族とは、シンプソンのような家族ではなく、『わが家は11人』のように、強い絆で結ばれたものでなければならない」と述べている。いくつかの公立学校で本作が使用されている製品やTシャツが禁止された。だが、そのような禁止令などが出たにもかかわらず、本作のキャラクターグッズは最初の発売から14か月間で20億USドルを売り上げた

## 番組に対する考察
陰謀論者などの一部界隈では、予言番組として一定の支持がある。例えば、マージの逮捕の回で政治家が災害時に休暇を取る様子が描かれています。それは、テッド・クルーズの災害時休暇事件と酷似しているのであった。
また、2000年の放送会では、トランプに似たキャラクターが就任し、会見のあと、プーチン似のキャラクターに、「ハッキングのおかげで当選した!!」と述べていた。実際の2016年の大統領選挙では、トランプの対抗馬であったヒラリー・クリントンがハッキング事件に見舞われ、その選挙戦は予想外の結果になり、アメリカ情報機関は、このハッキングがロシア政府の指示によるものだと報告しています。
他にはPIIGSの一国であるギリシャが、経済的に売り出されているという風刺で当国の経済崩壊の予言をし、2014年のFIFAワールドカップでの、賄賂事件や、ドイツのワールドカップ優勝、放射能で汚染されたように見られる魚の捕獲、エボラ病の大流行、ビデオチャット、スマートフォン、スマートウォッチが登場するなどの本当なら社会全体で話題になるほどの予言の数々を言い当てている。

## 備考
- アメリカで放映されているアニメ、『ファミリー・ガイ』とはいくつかのシーンが共通していると指摘されている。
- 世界で600人以上ものライセンシーがいる。

## ゲーム

### アーケードゲーム
『ザ・シンプソンズ』（The Simpsons）はコナミより1991年に発売されたアーケードゲーム。同名のアニメを原作とするベルトスクロールアクションゲームで、同年にはMS-DOSにも移植された。主人公はホーマー、マージ、バート、リサの4人。筐体によって2人同時プレイ、または最大4人同時プレイが可能。プレイヤーは上記の4人から一人を選択する。キャラクターによって攻撃方法が異なる。
シンプソンズの独自の絵柄が再現されており、拡大縮小機能を使った演出も絶賛された。
日本国外限定ではあるが、PlayStation 3やXbox 360などにも移植されている。
ストーリー
ここはとある原子力発電所のある街スプリングフィールド。ある日、シンプソン一家は宝石店に押し入るギャングと出会ってしまう。ふとしたはずみでマギーがおしゃぶりの代わりに宝石を口にしてしまう。ギャングはマギーをさらっていってしまった。シンプソン一家は大事なマギーを助けるためにギャングの後を追う。

### その他のゲーム
- 《スーパーファミコン》 バートの不思議な夢の大冒険 <アクレイムジャパン>
- 《メガドライブ》 VIRTUAL BART（バーチャルバート） <アクレイムジャパン>
  - 上記スーパーファミコン版とほぼ同内容。プレイヤーはバートを操作してミニゲームをクリアしていく。原作とは全く関係のない内容となっており、過激で荒廃したシチュエーションや演出もまま見られる。MD末期に登場したためか流通量が非常に少なく、現在入手は非常に困難である。2018年の報告では、中古品が6万円ものプレミア価格で取引されているという[145]。
- 《ゲームボーイ》 バートのサバイバルキャンプ -BART SIMPSONS ESCAPE FROM CAMP DEADLY- <アクレイムジャパン>
- 《ゲームボーイ》 ザ・シンプソンズ バートのジャックと豆の木　-THE SIMPSONS BART & THE BEANSTALK- <アクレイムジャパン>
- 《スーパーファミコン・ゲームボーイ》 クリスティー（クラスティー）ワールド Krusty's Super Fun House <アクレイムジャパン>
  - クリスティーが主人公。クリスティーを操作し、ネズミを殺鼠器へ導くゲーム。
- 《Xbox》 ザ シンプソンズ ヒット&ラン <マイクロソフト>
- 《NES マスターシステム ゲームギア AMIGA》 バートブイエス ザ ワールド <アクレイム>
  - この作品のゲーム内容はゲーム集である。この作品のゲームギア版の日本版は「バートワールド」という名前でアクレイムジャパンから発売された。
- 《NES AMIGA ジェネシスなど》 バートVS ザ スペースミュータンズ <オシアン>
  - 日本未発売。ゲーム内容はアクションゲームである。ゲーム中にプレイヤーキャラクターであるバートがサングラスをかけることができ、サングラスをかけるとゲーム画面に出ているキャラクターが宇宙生物かどうか見分けることができる。
- 《Xbox 360 PS3 Wiiなど》 ザ・シンプソンズ・ゲーム <エレクトロニック・アーツ（EA）>
  - この作品のゲーム内容は3Dアクションである。最近のハードほぼ全てにリリースされている。日本未発売。だが、PSPなどのリュージョンフリーのハードもあるので日本でもプレイは可能である。大体どのハードでも3Dアクションだが、DS版のみ2Dアクションとなっている。ハードによって敵の数が違う。